# Ambasciatore d'Italia in Cina
L'ambasciatore d'Italia in Cina (in cinese 意大利驻华大使) è il capo della missione diplomatica della Repubblica Italiana nella Repubblica Popolare Cinese. Dal 17 maggio 2023 l'ambasciatore d'Italia in Cina è Massimo Ambrosetti.

## Storia

### Impero cinese
I rapporti diplomatici tra il Regno d'Italia e l'Impero cinese ebbero inizio il 26 ottobre 1866, con la firma di un trattato commerciale (Trattato di amicizia, di commercio e navigazione) per mano dell'ammiraglio Vittorio Arminjon. Era il periodo in cui le potenze europee si affacciavano nel Paese asiatico per stipulare trattati commerciali, i cosiddetti trattati ineguali, privando di fatto la Cina della sua sovranità, uscita sconfitta dalla seconda guerra dell'oppio combattuta tra il 1856 e il 1860.
Alcuni mesi dopo si insediò il primo corpo diplomatico guidato da Sallier De La Tour, il quale stabilì la sua residenza in Giappone, riflettendo la priorità nella politica estera italiana. Solo nel dicembre 1878, con Ferdinando De Luca, la sede diplomatica venne spostata in territorio cinese, anche se alla capitale Pechino venne preferita Shanghai, vero cuore pulsante della Cina imperiale.
Tuttavia la Cina dell'epoca non rivestiva un ruolo centrale nelle politiche estere delle potenze mondiali, e il ruolo delle ambasciate andava poco oltre la facilitazione di accordi commerciali. In poche occasioni la rappresentanza diplomatica ebbe un ruolo attivo nelle vicende politiche del Paese, subendo tuttavia insuccessi imbarazzanti; nel 1884, allo scoppio della guerra franco-cinese, De Luca, all'epoca ministro plenipotenziario d'Italia, offrì protezione alle missioni cattoliche presenti in Cina, non più tutelate dalla Francia in guerra con il Paese ospitante, rilasciando ai missionari certificati di nazionalità italiana. Al termine del conflitto, tuttavia, la Francia pretese il ripristino del ruolo di protezione che storicamente si era arrogata; De Luca tentò di fare pressioni per mantenere il diritto acquisito ma per via dell'opposizione della Santa Sede, ancora mal disposta verso il regno d'Italia a causa della questione romana, l'iniziativa non si concretizzò.
Nel 1889 la rappresentanza fu trasferita nella capitale, dopo l'improvvisa morte di De Luca. In queste sede era stabilito il capo legazione Salvago Raggi allo scoppio della ribellione dei Boxer, una delle fasi più concitate dell'inizio del XX secolo. Di quel periodo scrisse il futuro capo missione Daniele Varè, descrivendo l'acquisto della nuova sede della legazione dopo l'incendio della prima durante l'assedio dei Boxer, rimarcando le considerevoli dimensioni della proprietà.
Dopo una serie di azioni diplomatiche poco felici, il primo successo si registrò con la partecipazione alla spedizione militare europea contro le provocazioni dei Boxers, ottenendo la concessione italiana di Tientsin nel 1902. L'opportunità venne ancora una volta sprecata in quanto non furono mai sfruttate le potenzialità della concessione come testa di ponte per la penetrazione commerciale nel Paese asiatico; anzi già nel 1910 la concessione versava in uno stato di abbandono.

### Rivoluzione Xinhai e repubblica di Cina
L'Italia perpetuò il ruolo marginale per parecchi anni, compresi quelli della rivoluzione Xinhai, nel 1911, e della proclamazione della repubblica di Cina nel 1912. Con la salita al potere di Yuan Shikai l'influenza italiana nella regione aumentò, suffragata dai buoni rapporti personali del neo presidente con il plenipotenziario Carlo Sforza. Questo periodo fu breve e terminò con la morte dello stesso Yuan, che lasciò il Paese in balia dell'anarchia dei signori locali (i "signori della guerra"). La situazione persistette durante la prima guerra mondiale e il periodo interbellico, durante la quale le potenze occidentali spostarono l'attenzione verso altri palcoscenici della politica internazionale, lasciando l'azione diplomatica all'iniziativa dei singoli ambasciatori.
Nuovi entusiasmi nella politica cinese vennero destati nel 1927 con la conquista del potere da parte di Zhang Zuolin, nella Cina del Nord, e poi di Chiang Kai-shek. Mussolini vedeva con ammirazione il modello politico-militare cinese e si adoperò presto a riconoscere il nuovo governo della Cina costituito a Nanchino.
A conferma del nuovo interesse per il nuovo corso cinese, nel 1927 un giovane Galeazzo Ciano fu inviato a Pechino come segretario di legazione, tornerà in Italia nel 1929 per rimettere piede in Cina successivamente come ambasciatore. Fu un periodo di ferventi scambi economici e culturali, mossi dall'allineamento politico delle due nazioni, ma anche dai rapporti personali di Ciano con l'establishment militare cinese. Nel 1934 la Legazione fu elevata ad Ambasciata.
Tuttavia nuovi eventi internazionali si frapposero nell'intreccio diplomatico. Nel 1935 infatti la Cina si espresse favorevolmente alla votazione delle sanzioni economiche della Società delle Nazioni contro l'Italia fascista in relazione alla guerra d'Etiopia. Nel 1937 invece, l'invasione giapponese in Cina e l'alleanza con il Giappone tranciò definitivamente i rapporti tra i due paesi un tempo amici, ponendoli su fronti opposti.
In questo contesto dovette operare l'ambasciatore Taliani de Marchio il quale, dopo l'avanzata giapponese in Cina e la costituzione del governo fantoccio filo-giapponese di Wang Jingwei, fu internato assieme alla moglie in un campo di concentramento giapponese, avendo rifiutato di giurare fedeltà alla Repubblica Sociale Italiana.

### Repubblica popolare cinese
Con il Trattato di pace di Parigi del 10 febbraio 1947 l'Italia perse la concessione di Tientsin, che ritornò sotto la bandiera cinese, seguendone le vicissitudini future.
Nel secondo dopoguerra, dopo una prima fase di stabilizzazione, il Paese fu unificato sotto il regime comunista verso la fine degli anni '40. In quel periodo era ambasciatore a Pechino Sergio Fenoaltea il quale, nominato nel marzo 1946, raggiunse la Cina solo qualche mese dopo a causa della situazione caotica sia in Cina, in balia degli scontri tra i nazionalisti di Chiang Kai-shek e i comunisti di Mao Zedong, che in Italia, dove era in atto la transizione da monarchia a repubblica nello scenario di ricostruzione post-bellica.
Fenoaltea fu richiamato in Italia nel 1949 dopo un breve periodo in cui il governo italiano mantenne una posizione attendista, tra le spinte delle forze social-comuniste favorevoli al riconoscimento del nuova repubblica popolare cinese e l'allineamento filo-americano restio ad accettare il nuovo corso cinese.
Con il rientro di Fenoaltea, l'incaricato d'affari divenne Ezio Mizzan, che spinse per una scelta ferma tra il riconoscimento della Cina comunista e la troncatura completa dei rapporti con la chiusura dell'ambasciata, i cui diplomatici, incluso lui stesso, non godevano più dell'immunità diplomatica, ed erano considerati dalla nuova autorità come semplici cittadini stranieri, se non addirittura "spie di governi stranieri ostili".
Alla fine in Italia, come nella maggior parte dei Paesi del blocco occidentale, prevalse la scelta americana. L'Italia continuò a riconoscere come governo legittimo della Cina quello nazionalista di Chiang rifugiato a Taiwan, trasferendo nell'isola l'ambasciata fino al novembre del 1970. Con la chiusura degli uffici nel territorio della repubblica popolare parte della documentazione venne distrutta, mentre un'altra parte venne sigillata e archiviata presso la legazione elvetica in Cina; fu recuperata solo nel 1970.
Negli anni che seguirono la chiusura dell'ambasciata i rapporti bilaterali vennero congelati, tuttavia negli ambienti politici italiani più progressisti fu avanzata la proposta di riallacciare i rapporti diplomatici al fine di riavviare le relazioni commerciali di cui beneficiavano altri Paesi occidentali, quali la Germania occidentale, il Belgio, ma anche la Francia e il Regno Unito che avevano mantenuto le rispettive legazioni in territorio cinese.
Infine il 24 gennaio 1969 il ministro degli esteri Nenni annunciò l'intenzione italiana di riconoscere la Cina Popolare, portata a termine dal suo successore Aldo Moro, il quale prevedeva il ruolo di superpotenza della nazione che già all'epoca contava più di 800 milioni di abitanti.
I rapporti negli anni successivi furono un alternarsi di alti e bassi che rispecchiavano le direttrici della politica estera italiana. Negli anni '70 ad esempio si raffreddarono a causa degli accordi di Helsinki, avversati da Pechino in quanto prevedevano una distensione dei rapporti occidentali con l'Unione Sovietica, all'epoca in rotta con la Cina. Intanto nella Repubblica Popolare si gettavano i semi della futura potenza commerciale e i vertici del Partito Comunista Cinese cercavano accordi e relazioni diplomatiche con la comunità europea, attirando le attenzioni del mondo occidentale sull'"emergere della Cina potenza mondiale dalla carcassa della Cina colonizzata".

## Lista degli ambasciatori
Quella che segue è una lista degli ambasciatori italiani in Cina.
| Nomina                     | Fine mandato      | Titolo                            | Capo missione                      | Sede           | Nominato dal governo | Accreditato da  |
| -------------------------- | ----------------- | --------------------------------- | ---------------------------------- | -------------- | -------------------- | --------------- |
| Impero cinese              |                   |                                   |                                    |                |                      |                 |
| 26 ottobre 1866            | 1866              | Inc. d'affari                     | Vittorio Arminjon                  |                | La Marmora III       | Cixi            |
| 31 marzo 1867              | 1870              | Inv. Str. e Min. Plenip. con L.C. | Vittorio Sallier De La Tour        | Edo (Giappone) | Ricasoli II          | Cixi            |
| 7 marzo 1870               | 1877              | Inv. Str. e Min. Plenip. con L.C. | Alessandro Fè d'Ostiani            | Edo (Giappone) | Lanza                | Cixi            |
| 22 febbraio 1877           | 1878              | Inv. Str. e Min. Plenip. con L.C. | Raffaele Ulisse Barbolani          | Edo (Giappone) | Depretis I           | Cixi            |
| 12 dicembre 1878           | 1883              | Console Gen., Min. Res. con L.C.  | Ferdinando De Luca                 | Shanghai       | Cairoli I            | Cixi            |
| 16 novembre 1883           | 1889              | Inv. Str. e Min. Plenip. con L.C. | Ferdinando De Luca                 | Shanghai       | Depretis V           | Cixi            |
| 5 dicembre 1889            | 1894              | Inv. Str. e Min. Plenip. con L.C. | Alberto Pansa                      | Pechino        | Crispi II            | Guangxu         |
| 8 febbraio 1894            | 10 ottobre 1896   | Inv. Str. e Min. Plenip. con L.C. | Alessandro Bardi                   | Pechino        | Crispi III           | Guangxu         |
| 6 marzo 1898               | 1899              | Inv. Str. e Min. Plenip. con L.C. | Renato de Martino                  | Pechino        | di Rudinì IV         | Guangxu         |
| 23 marzo 1899              | 1900              | Min. Res. con L.C.                | Giuseppe Salvago Raggi             | Pechino        | Pelloux I            | Cixi            |
| 25 novembre 1900           | 24 settembre 1901 | Inv. Str. e Min. Plenip. con L.C. | Giuseppe Salvago Raggi             | Pechino        | Saracco              | Cixi            |
| 19 dicembre 1901           | 5 dicembre 1904   | Inv. Str. e Min. Plenip. con L.C. | Vitale Giovanni Gallina            | Pechino        | Zanardelli           | Cixi            |
| 11 luglio 1904             | 19 novembre 1906  | Inv. Str. e Min. Plenip. con L.C. | Carlo Baroli                       | Pechino        | Giolitti II          | Cixi            |
| 3 novembre 1907            | 1910              | Inv. Str. e Min. Plenip. con L.C. | Giulio Cesare Vinci                | Pechino        | Giolitti III         | Cixi            |
| 3 marzo 1910               | 1911              | Inv. Str. e Min. Plenip. con L.C. | Federico Barilari                  | Pechino        | Sonnino II           | Pu Yi           |
| 11 maggio 1911             | 1915              | Inv. Str. e Min. Plenip. con L.C. | Carlo Sforza                       | Pechino        | Giolitti IV          | Pu Yi           |
| Repubblica di Cina         |                   |                                   |                                    |                |                      |                 |
| 1 maggio 1916              | 1919              | Inv. Str. e Min. Plenip. con L.C. | Carlo Aliotti                      | Pechino        | Salandra II          | Yuan Shikai     |
| 6 gennaio 1919             | novembre 1919     | Inv. Str. e Min. Plenip. con L.C. | Carlo Garbasso                     | Pechino        | Orlando              | Xu Shichang     |
| 27 maggio 1920             | 1921              | Inv. Str. e Min. Plenip. con L.C. | Carlo Durazzo                      | Pechino        | Nitti II             | Xu Shichang     |
| 28 settembre 1922          | 10 giugno 1926    | Inv. Str. e Min. Plenip. con L.C. | Vittorio Cerruti                   | Pechino        | Facta II             | Li Yuanhong     |
| 6 febbraio 1927            | 1931              | Inv. Str. e Min. Plenip. con L.C. | Daniele Varè                       | Pechino        | Mussolini            | Gu Weijun       |
| 26 maggio 1932             | 1933              | Inv. Str. e Min. Plenip. con L.C. | Galeazzo Ciano                     | Shanghai       | Mussolini            | Lin Sen         |
| 19 settembre 1933          | 1934              | Inv. Str. e Min. Plenip. con L.C. | Raffaele Boscarelli                | Shanghai       | Mussolini            | Lin Sen         |
| 6 dicembre 1934            | 1937              | Ambasciatore                      | Vincenzo Lojacono                  | Shanghai       | Mussolini            | Lin Sen         |
| 4 gennaio 1937             | 1937              | Ambasciatore                      | Giuliano Cora                      | Shanghai       | Mussolini            | Lin Sen         |
| 22 giugno 1938             | 1946              | Ambasciatore                      | Francesco Maria Taliani de Marchio | Shanghai       | Mussolini            | Lin Sen         |
| 6 marzo 1946               | 1949              | Ambasciatore                      | Sergio Fenoaltea                   | Nanchino       | De Gasperi I         | Chiang Kai-shek |
| novembre 1949              | dicembre 1951     | Inc. d'affari                     | Ezio Mizzan                        | Nanchino       | De Gasperi V         | Chiang Kai-shek |
| Repubblica Popolare Cinese |                   |                                   |                                    |                |                      |                 |
| 8 dicembre 1970            | 1971              | Inc. d'affari                     | Antonino Restivo                   | Pechino        | Colombo              | Song Qingling   |
| 12 maggio 1971             | 1975              | Ambasciatore                      | Folco Trabalza                     | Pechino        | Colombo              | Zhu De          |
| 4 settembre 1975           | 1980              | Ambasciatore                      | Marco Francisci Di Baschi          | Pechino        | Moro IV              | Zhu De          |
| 1 agosto 1980              | 1984              | Ambasciatore                      | Giulio Tamagnini                   | Pechino        | Cossiga II           | Ye Jianying     |
| 30 gennaio 1984            | 1987              | Ambasciatore                      | Raffaele Marras                    | Pechino        | Craxi I              | Li Xiannian     |
| 1 febbraio 1987            | 1990              | Ambasciatore                      | Alberto Solera                     | Pechino        | Craxi II             | Li Xiannian     |
| 28 febbraio 1990           | 1994              | Ambasciatore                      | Oliviero Rossi                     | Pechino        | Andreotti VI         | Yang Shangkun   |
| 23 aprile 1994             | 1998              | Ambasciatore                      | Alessandro Quaroni                 | Pechino        | Ciampi               | Jiang Zemin     |
| 17 settembre 1998          | 2003              | Ambasciatore                      | Paolo Bruni                        | Pechino        | Prodi I              | Jiang Zemin     |
| 30 aprile 2003             | 2006              | Ambasciatore                      | Gabriele Menegatti                 | Pechino        | Berlusconi II        | Hu Jintao       |
| 11 dicembre 2006           | 2010              | Ambasciatore                      | Riccardo Sessa                     | Pechino        | Prodi II             | Hu Jintao       |
| 27 ottobre 2010            | 2013              | Ambasciatore                      | Attilio Massimo Iannucci           | Pechino        | Berlusconi IV        | Hu Jintao       |
| 5 gennaio 2013             | 2015              | Ambasciatore                      | Alberto Bradanini                  | Pechino        | Monti                | Hu Jintao       |
| 19 agosto 2015             | 2019              | Ambasciatore                      | Ettore Francesco Sequi             | Pechino        | Renzi                | Xi Jinping      |
| 2 gennaio 2020             | 2022              | Ambasciatore                      | Luca Ferrari                       | Pechino        | Conte II             | Xi Jinping      |
| 17 maggio 2023             | in carica         | Ambasciatore                      | Massimo Ambrosetti                 | Pechino        | Meloni               | Xi Jinping      |

## Altre sedi diplomatiche d'Italia in Cina
Oltre l'ambasciata a Pechino, esiste un'estesa rete consolare della repubblica italiana nel territorio cinese:
| Tipologia                   | Sede      | Note                                   |
| --------------------------- | --------- | -------------------------------------- |
| Consolato Generale d'Italia | Shanghai  | http://www.consshanghai.esteri.it/     |
| Consolato Generale d'Italia | Canton    | http://www.conscanton.esteri.it/       |
| Corrispondente Consolare    | Shenzhen  | dipendente dal Consolato Gen. a Canton |
| Corrispondente Consolare    | Hainan    | dipendente dal Consolato Gen. a Canton |
| Corrispondente Consolare    | Fujian    | dipendente dal Consolato Gen. a Canton |
| Consolato Generale d'Italia | Chongqing | http://www.conschongqing.esteri.it/    |
| Consolato Generale d'Italia | Hong Kong | http://www.conshongkong.esteri.it/     |